# ポン・マリー駅
ポン・マリー駅（ポン・マリーえき、仏: Pont Marie）は、フランス・パリの4区にある、メトロ（地下鉄）7号線の駅。副駅名はシテ・デ・ザール（Cité des Arts。「芸術のまち」の意）。

## 概要

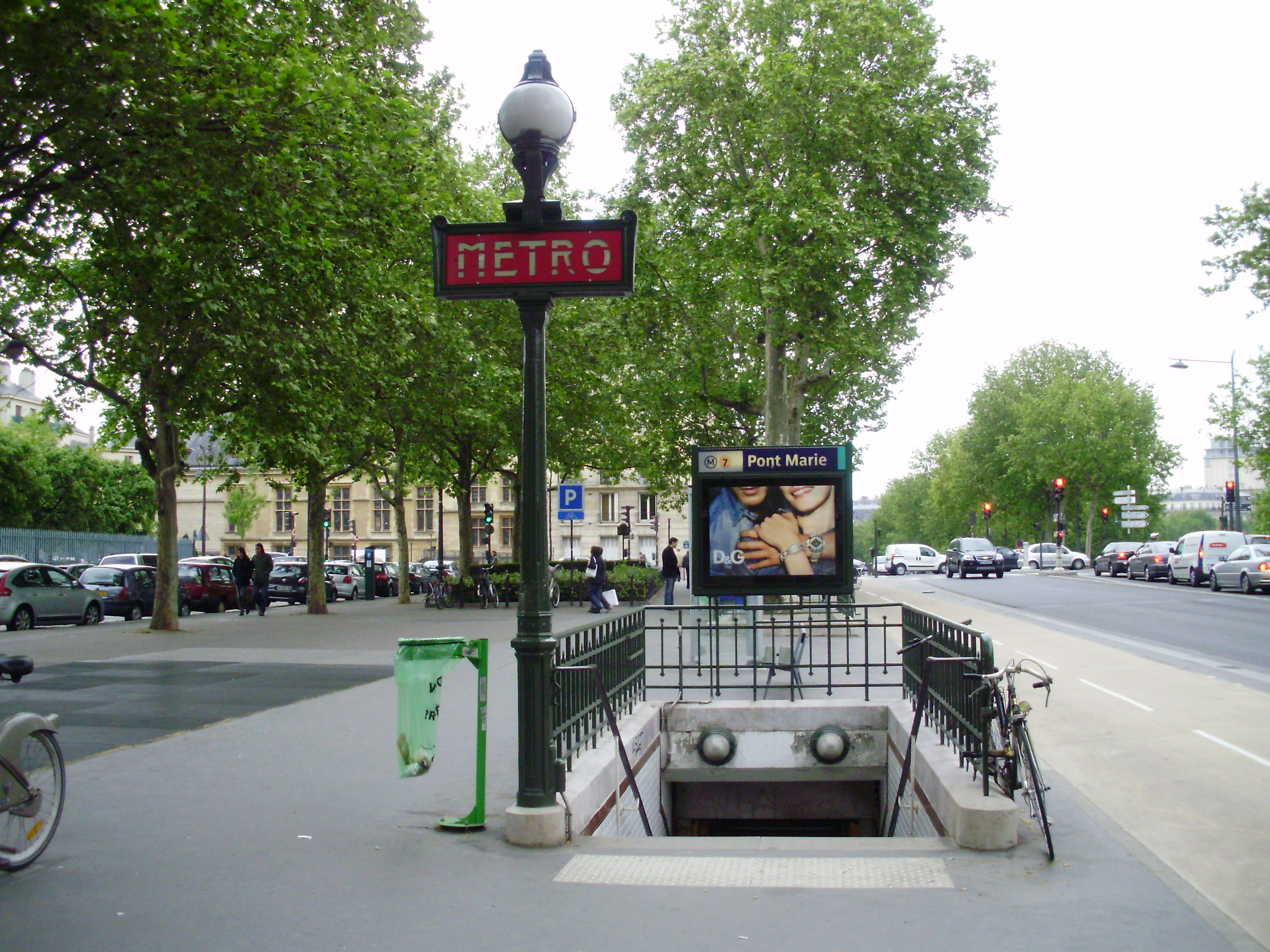
在韓国連軍フランス大隊広場（Place du Bataillon-Français-de-l'ONU-en-Corée）に設けられた出入口

1926年4月16日、7号線がパレ・ロワイヤル駅（当時）から南へ延伸された際、セーヌ川に架かるマリー橋（ポン・マリー）付近に延伸区間の終端駅として開設された。出入口は在韓国連軍フランス大隊広場に設けられている。

## 利用状況
2013年の年間乗車人員は162万4,879人で、これはパリメトロで302番目の多さである。

## 利用可能な鉄道路線
- パリメトロ
  -  7号線

## 歴史
- 1926年4月16日 - 7号線パレ・ロワイヤル（当時）〜ポン・マリー間の延伸に伴い開業。

## バス路線
パリ交通公団 (RATP) の路線バス67系統が運行されている。

## 隣の駅
パリメトロ
 7号線
シャトレ駅 （Châtelet） - ポン・マリー駅 - シュリー＝モルラン駅（Sully - Morland）

## ギャラリー

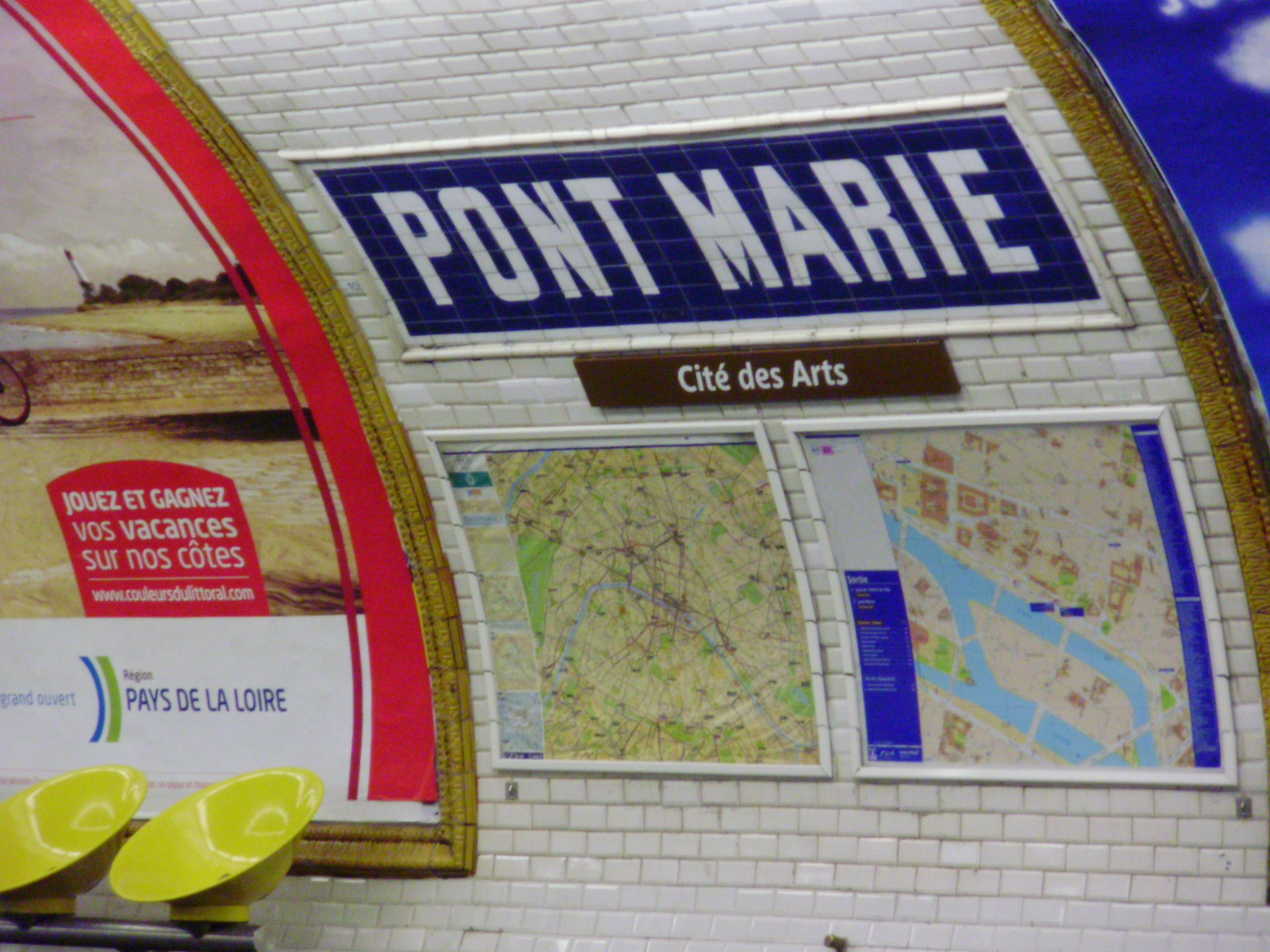
駅名標